# 小杉イ子
小杉 イ子（こすぎ イね、1884年（明治17年）11月12日 - 1964年（昭和39年）1月6日）は、日本の看護師、助産師、政治家。参議院議員（1期）。

## 経歴
宮崎県、のちの都城市で小杉重二の娘として生まれる。1905年、大阪の梅花女学校を卒業。1913年、大阪の緒方病院に就職し会計課に配属され、のち同院産婆看護婦養成所監督を務めた。産婆看護婦試験に合格し、1917年、常盤看護婦会を立ち上げた。その後、大阪梅花女子専門学校評議員、神戸市技手補、市民神戸病院看護婦長・風紀取締、川西航空機補導課教育係寮母などを務めた。
戦後、1947年4月、第1回参議院議員通常選挙に全国区から出馬して当選（任期3年）し、その後、緑風会に所属して参議院議員を1期務め、女性の地位向上に尽力した。
1964年1月6日死去、79歳。死没日をもって勲四等瑞宝章追贈、従五位に叙される。

## 著作
著書
- 『霊肉の闘ひ』積文館、1926年。

編著
- 増田正治著『生きる人』小杉イ子、1922年。